# ロボカイ
ロボカイ (Robo-Ky) は、2D対戦型格闘ゲーム「GUILTY GEARシリーズ」に登場する架空の人型ロボット。声優は草尾毅（家庭用X～XX）、寺田完（#RELOAD～SLASH）、井上巧（ΛC～）、千葉繁（『Xrd REVELATOR』）。

## 設定
- とある組織に所属する科学者が、カイ=キスクのデータをサンプルに、彼を模して作り出した人型ロボット[1]。「XX」「Λ CORE（アクセントコア）」のストーリーモードでは、聖戦を裏で掌握していた組織「終戦管理局」の尖兵として登場し、更に Λ CORE のストーリーに因る本人の台詞から、この組織は終戦管理局であり、彼を製作した科学者は終戦管理局支部長を務めるクロウであることが推定される。
- 性格はカイとは正反対で自尊心が高く我儘。時折選民思想や優生主義めいた言動を示す面も見せる。更に好みのタイプの女性を見つけると、すぐに口説く女好きな一面もある。しかしロボットにしては愛嬌があり、人間臭く憎めないキャラクターとなっている。
- 一人称は各ゲームによって異なり、Xは「我ガ輩」、XXは「吾輩」、#RELOADからは「ワシ（儂）」。
- 身体の各部ならび自身が所持している封雷剣のレプリカに様々な武器や兵器を搭載しており、通常攻撃や必殺技にはそれを用いたものが多い。これにより戦い方も滅茶苦茶で、ミサイルを飛ばしたりハンマーを振り回したり目からビームを出す等、人外そのものを強調した格闘スタイルであることからオリジナルであるカイとは似ても似つかない。
- 当のロボカイは自分の方が断然優れていると思い込んでおり、カイと同列視される事を嫌っている。いつかはカイに勝ちたいと思っているが実力は遠く及ばない。またカイ本人は、他キャラクターからしょっちゅうロボカイと見間違えられ、彼の蛮行による冤罪をかけられることもある。これが元でカイ自身は彼を「不愉快な機械人形」と大いに嫌がっている。
- セリフはモデルとなっているカイと対照的で、例えばカイが「いい試合にしましょう」と言うと、ロボカイは「いい試合になるわけがない」となる。その為「パロディの塊」と呼ばれている[2]。
- 動力源はヘラクレスオオカブト。石渡太輔によると「博士の下から独立するために新たなエネルギー源としてミカンを集めている」らしい。
- ボディは分離式で、登場時には各部パーツが上空から降りて来て下半身から上半身の順へ組み上がる、勝利ポーズの際は全身がバラバラになって上空へ移動するという演出がされている。
- ドラマCDのロボカイ2を友と認識しており、彼との約束の広大なミカン畑を作る為にイリュリア連王国の下町で便利屋を営み、ひっそりと暮らし、住民達から疎まれていても、自身に必要な部品や洗剤や柔軟剤といった物を誰かが作っているのだから、自身も誰かの為に何かをすることで社会の一員になろうとしていた。
- XrdRでベッドマンに隙を作る為に自爆してボディを失ったのだが、その部分までは覚えておらず、現在は首から下はただの箱になっている。
- Xedrev2のストーリーにて「他人の夢を笑ってはいけない」という哲学を持っていることを明かした。
- Xedrev2のアフターストーリーでは、裏路地で助けたヴェノムと共に便利屋を営んだ後、アサシン組織から提供された商店街の物件で共にパン屋を経営している。

## ストーリー
GUILTY GEAR X
終戦管理局の命を受け、オリジナルであるカイに接触を図るが戦闘能力の差が余りに大きく、全く相手にされずに終わる。
GUILTY GEAR XX
終戦管理局は前回でのロボカイとカイの戦いの後に彼を改良し、傍らで同機の量産化に成功。その量産機の一群はK-シリーズと名づけられた。同時にイノの仕掛ける「祭り」に乗じて各戦士のデータ収集などを目的に各地で暴れ回ったが、各ロボカイが好き勝手に動いた為にまたしても十分な成果を得る事は出来なかった。
GUILTY GEAR XX Λ CORE PLUS（ストーリーモード）
度重なる暴走とそこからの命令違反にロボカイ達の存在を持て余す終戦管理局だが、同組織はロボカイへ再び、対象となる戦士のデータ収集と捕獲を支部長であるクロウを介する形で命じる。しかし、この指令が実は今後の処遇を決定するであろう最後のチャンスであることを彼本人は知る由もなく、またも暴走と迷走を重ねる形で行動してしまう。その後、クロウから事実上の戦力外通告を受け、K-シリーズ共々処分されそうになるが・・
GUILTY GEAR Xrd（ストーリーモード）
終戦管理局から脱走し、イリュリア連王国の下町で便利屋としてひっそりと暮らしていたのだが、ヴェノムに依頼を受けて共に行動を始める。

## ゲーム中の性能
特徴
GGX～XX
通常技はカイとほぼ同じだが、使える必殺技のいくつかが違う。
＃RELOAD～
特徴はテンションゲージではなく固有の電力ゲージだということ。電力ゲージが無いと苦しい戦いを強いられるが、ゲージが溜まりさえすれば立ち回り、連続技共に大幅に伸びるキャラクターである。連続技の難易度は高め。
『#RELOAD』では非常に高い性能を誇り猛威を振るったが、『SLASH』では大幅に弱体化された。
専用システム：電力ゲージ・熱量ゲージ
電力ゲージ
特殊なテンションゲージ。特定の必殺技を出す、当てることで増加し、ゲージの量によって必殺技の性能が上昇する。
また必殺技を出すと少しずつ減っていく。
熱量ゲージ
特定の通常技に温度の上昇度が設定されており、温度が上がり過ぎると熱暴走して自分がダメージを受ける。
特定の特殊動作やダッシュをする事により温度を下げる事が可能。
『ΛC』では温度が一定値まで上昇すると通常技の威力が上がるなどの効果を得られる。

## 技の解説

### X～XX

#### 必殺技
スタンエッジ （空中可）
雷の弾を放つ。弾速は遅め。
レイ・ディバイダー （FRC）
自分の少し前方に3ヒットする雷の衝撃波を発生させる。
インパラハント
素早く前方に移動し、相手の足元を斬る下段技。
リバースクレシェント
勢いよく空中に飛び上がり、急降下しながら斬るしゃがみガード不能技。
ヴェイパースラスト （空中可）
真上に飛び上がりながら、斬る技。
エレガントに斬る
相手の胸倉を掴んで上に放り投げるコマンド投げ。

#### 覚醒必殺技
ライド・ザ・ライトニング （空中可）
雷を纏って高速で突進する。
セイクリッドエッジ （FRC）
目から画面端まで届くビームを放つ。
エイシズ・ハイ
全身に雷を纏ったヴェイパースラストを放つ。

#### 一撃必殺技
ライジング・フォース
大きな雷を纏った素早い突きを繰り出す。発生が早く、リーチが長いので一撃必殺技の中では決め易い部類に入る。
技を繰り出す際一瞬、雷の精霊が出現している。
名前の由来はイングヴェイ・マルムスティーンのアルバム名から。

### #RELOAD以降
- これ以降、ロボカイの技名はカイにちなんだダジャレになった。

#### 必殺技
座談カイ [#RELOAD～]
電力ゲージを増幅させるマットを発生させる。
ゲージの上昇はマットの上にいるだけで可能。他の必殺技と違って攻撃判定はない。
相手がマット上にいる場合、相手のゲージも増加してしまう（ロボカイ以外のキャラクターはテンションゲージが増加）。
喰らっとくカイ? [#RELOAD～]
腕からトーテムポール型のロケットを発射する。電力量により射程とヒット数が増加する。
カイ現象 [#RELOAD～]
下半身を馬に変化させ、突進する技。電力量により移動距離と発生速度が上昇する。
カイ幕ホームラン [#RELOAD～] （FRC）（⇒カイ心の一撃）
カイのヴェイパースラストに似た対空技。電力量により発生速度が変化する。
『#RELOAD』ではLV3で相殺が起きると、相殺後も無敵時間が付加される。
町内カイばーげん [#RELOAD～] （空中限定）
当たると爆発する腕をミサイルの様に発射する。LV1は発射した後すぐに地面に落下、LV2で相手の位置をある程度サーチ、LV3で一定距離を進み、相手の位置をサーチした後無数に分裂する。
痛カイ撃 [#RELOAD～] （FRC）
ダッシュ中にタックルする。攻撃が当たった場合、専用ポーズを取り電力ゲージが50%程度増加。
カイ電波 [#RELOAD～]
相手のテンションゲージを吸収する投げ技。相手のゲージ量により威力が増加する。
座談カイのマット上で投げた場合、マットが相手のゲージを常時回復するため、たとえ相手のゲージがゼロだったとしても最大ヒット数で投げることができる。
時間差起き上がり [#RELOAD～]
ダウン時間を意図的に遅らせる技。
カイ熱剤 [EX]
蒸気を吹き出して熱量ゲージを下げる技。熱量計が限界値に近いほど攻撃力が上昇する。

#### フォースブレイク
今日はカイ散 [ΛC]
約1秒弱空中を飛び回れる技。効果時間中も攻撃などは可能。

#### 覚醒必殺技
駄目な奴は何をやっても駄目 [#RELOAD～] （⇒追加頭突きへ）
「駄目駄目」と言いながら鉄拳を叩き込む技。ボタン連打によりヒット数が無限に増加するが、熱量ゲージが増加する。
元ネタは『ジョジョの奇妙な冒険』のディオのスタンド攻撃、「無駄無駄ラッシュ」。
追加頭突き
頭を伸ばして頭突きをする。
限カイらばーず [#RELOAD～]
10秒後に熱暴走を引き起こす自爆技。技の発動中は電力ゲージ自動増加、熱量の低下速度上昇、ダッシュの高速化といった効果がある。この状態を「オーバークロック状態」と呼ぶ。
『#RELOAD』（赤リロ）ではタイムオーバー時の爆発を空中フォルトレスディフェンスによってキャンセルでき、効果時間後もオーバークロック状態を維持できた。これを通称「永久限界」と呼ぶ。
タイムオーバー時の爆発には攻撃判定があり、巻き込めば相当数のダメージが稼げる。
元ネタは日本のガールズロックバンド「SHOW-YA」の「限界LOVERS」。
カイ心の一撃 [#RELOAD～]
カイ幕ホームランからの派生技。カイのヴェイパースラスト～切り払いと似た動作の技を放つ。
読み方は、「カイしんのいちげき」ではなく「カイこころのいちげき」である。
トリニトロトルエン偏執 [EX]
ミサイルを斜め上へ連続して発射する。相手に当たらなければ画面外へ消え、一定時間後画面外からミサイルが降ってくる。
元ネタは『メタルマックス』シリーズの「TNTパラノイア」。

#### 一撃必殺技
13カイ弾 [#RELOAD～]
相手を切り払った後に口から小さなロボカイを射出、相手を上空で爆破させる。
元ネタは、『タイムボカンシリーズ』に登場する「今週のびっくりどっきりメカ」である。

## テーマミュージック
- Under Construction(Day/Night)
- Holy Orders?

## ステージ
- ZEPP（#RELOAD～）
- Undersea Factory（ISUKA）

## ロボカイII(Robo-Ky II)
声優は井上巧。『GUILTY GEAR ISUKA』のみ登場する、ロボカイの量産型で赤いボディが特徴的。性格はロボカイよりも尊大で常に偉そうにしている。RKIIファクトリーモードで基本性能を強化できる。また、チップを装備することで他キャラクターの必殺技（覚醒必殺技3種を含む）や特殊技（三段ジャンプ等）を合計7つまで装備できるため、同じ外見でも全く違う性能になり得る。RKIIファクトリーモードだけでなく、トレーニングモードやVSモードでの使用も可能。声優を担当している井上巧はスタッフの一人である。
必殺技
USB500（FRC）
ロボカイIIオリジナルの対空投げ。空中の相手を捕らえて電気を流す。FRCするとダメージを与えられないかわりに、相手を空中で無防備に静止させられる。
ステージ：Undersea Factory
テーマミュージック：Holy Orders?

## その他
- 『#RELOAD』からの声優は製作スタッフ。
- DC版の「ゼクス」が発売される折、「何か特典を付けたい」という話がスタッフの間で持ちあがり、その結果「人気の高い美形キャラであるカイを貶めるというコンセプトで作られた」と石渡太輔は言及している[2]。
- 初出は『GGX（DC版）』だが、この時は「暴走カイ」のような意味合いで扱われておりロボカイという定義は無かった。明確にロボ化したのは家庭版『GGX plus（PS版）』のストーリーモードからである（ACモードでも使用できるが、専用のグラフィックはなくカイのEX版という位置づけだが、ギャラリーモードで設定イラストを見ることが出来る）。その後、『GGXX #RELOAD』でアーケードデビューを果たす。技や性能など仕様が大きく変更されたが、『GGXX（家庭用）』と『#RELOAD』のロボカイは同一のロボカイである。